# Bucha (Cavertitz)
Bucha ist ein Ortsteil der Gemeinde Cavertitz im Landkreis Nordsachsen in Sachsen.

## Geografie und Verkehrsanbindung
Der Ort liegt westlich des Kernortes Cavertitz an den Kreisstraßen K 8921 und K 8923. Am südlichen Ortsrand hat der Buchaer Bach seine Quelle.

## Geschichte
Erste Erwähnung war im Jahre 1285 als „Buch“, das bedeutet so viel wie zum Buch oder Buchenwald. Ab 1696 wird Bucha gebräuchlich.
Auf dem Kirchberg befand sich früher eine alte sorbische Verteidigungsanlage. Außerdem kann man in Bucha eine Hügelgräbergruppe „Kriegsgüter“ aus der Bronzezeit finden. 1520 gehörte Bucha zum Rittergut Wellerswalde, welchem auch die Pfarrkirche und die Schule unterstanden. Die Bewohner ernährten sich von Landwirtschaft, Weinbau und der Arbeit in Schmiede und Wassermühle.
Die Grundmauern des heutigen Pfarrhauses stammen von 1630. Der vorherige Bau wurde am 7. November 1630 als Teil des Dreißigjährigen Krieges niedergebrannt, mit der Habe des Pfarrers und wie vermutet wird, auch den Taufbüchern des Ortes. Daher sind die heute ältesten, bekannten Kirchbücher des Ortes die Taufnachrichten, die erst ab 1659 wieder geschrieben wurden. Der Pfarrer flüchtete 1632, als bei Plünderungen auch die Kirche in Brand gesteckt worden war, kehrte aber zurück. Bucha hatte am Ende des Krieges 1648 ihn, einen Bauern, einen Gärtner und einen Häusler innewohnen.
1847–1872 wurde der Kirchwald, der sich am Weg nach Dahlen befand, in Ackerfläche gewandelt. Nach der Schutzpatronin Katharina wurde er damals mit Katharinengehau bezeichnet. Für das Jahr 1896 wird für Bucha ein Röhrwasser aus umliegendem Forst erwähnt.
Während der DDR-Zeit entwickelte sich Bucha zu einem Ferienort. Der Ort ging am 1. März 1994 in der neuen Gemeinde Cavertitz auf.

## Kulturdenkmale
Auf dem unter Denkmalschutz stehenden Kirchhof mit Einfriedung stand ein heute nicht mehr erhaltener Kirchbau, der 1747–1751 erneuert wurde und zu dieser Zeit einen umfassenden Umbau der Orgel von Johann Christian Flemming erhielt, dem Vater von Johann Christian Friedrich Flemming. Dieser Vorgängerbau fing Anfang April 1868 durch Blitzschlag Feuer und brannte ab.
Die heute erhaltene, 1868–1869 errichtete Saalkirche im Rundbogenstil besteht aus verputztem Bruchsteinmauerwerk. Der lang gestreckte Saal ist mit Rundbogenfenstern ausgestattet, der eingestellte Westturm trägt ein Pyramidendach. Sie wurde am 14. November 1869 eingeweiht.
Die 1869 aufgebaute, zweimanualige Orgel mit 11 Registern stammt von Conrad Geißler. 1999 förderte die Sparkassenstiftung für die Region Torgau–Oschatz die Reparatur der Orgel.